# Центральний (стадіон, Куляб)
Центральний стадіон Куляба (Стадіон імені Лангарі Лангарієва , Куляб Арена) або стадіон «Марказій» (тадж. Варзишгоҳи «Марказӣ») — багатоцільовий стадіон у таджикистанському місті Куляб, що розташований на території Хатлонського вилояту країни. На стадіоні проводить свої домашні матчі футбольний клуб «Равшан».

## Історія
Стадіон збудований у 1966 році за наказом ЦК Компартії Таджицької РСР для проведення домашніх матчів створеної роком раніше команди. Коли стадіон було збудовано, його назвали — Стадіоном «Пахтакор», пізніше стадіон було перейменовано.
Стадіон вміщує 20 тисяч глядачів. Окрім футбольних матчів на стадіоні проводяться змагання з інших видів спорту. Також на стадіоні відбуваються головні свята міста та країни.